# Косых, Анатолий Николаевич
Анато́лий Никола́евич Косых (9 октября 1949, Москва — 5 июля 2016, Москва) — советский футболист, защитник, полузащитник, нападающий.

## Карьера
Воспитанник ДЮСШ «Спартак» Москва.
За свою карьеру выступал в советских командах «Спартак» Москва, «Алга» Фрунзе, «Машиностроитель» Подольск, «Торпедо» Владимир и «Энергия» Братск.
За «Спартак» провёл один матч 31 октября 1968 года, отыграв первый тайм в гостевой игре чемпионата СССР с московским «Торпедо», матч закончился ничьей 3:3.